# Wolfgang Overath
Wolfgang Overath  (německá výslovnost: IPA: [ˈvɔlfɡaŋ ˈʔoːvəʁaːt],  poslech; * 29. září 1943, Siegburg) je bývalý německý fotbalista. Hrával na pozici záložníka.
S reprezentací někdejšího Západního Německa se stal mistrem světa roku 1974 (zařazen i do all-stars turnaje), získal stříbro na světovém šampionátu 1966 a bronz na mistrovství roku 1970. Celkem za národní tým odehrál 81 utkání, v nichž dal 17 gólů. V letech 1970–1972 ho vedl jako kapitán.
Celou svou fotbalovou kariéru strávil v jediném klubu, 1. FC Köln. Jednou s ním vyhrál Bundesligu (1964) a dvakrát německý pohár (1968, 1977). Sehrál v jeho dresu 409 ligových utkání, v nichž vstřelil 84 gólů. V letech 2004–2011 byl též prezidentem tohoto klubu.
V anketě Zlatý míč, která hledala nejlepšího fotbalistu Evropy, se roku 1970 umístil na pátém místě.